# Heinehof

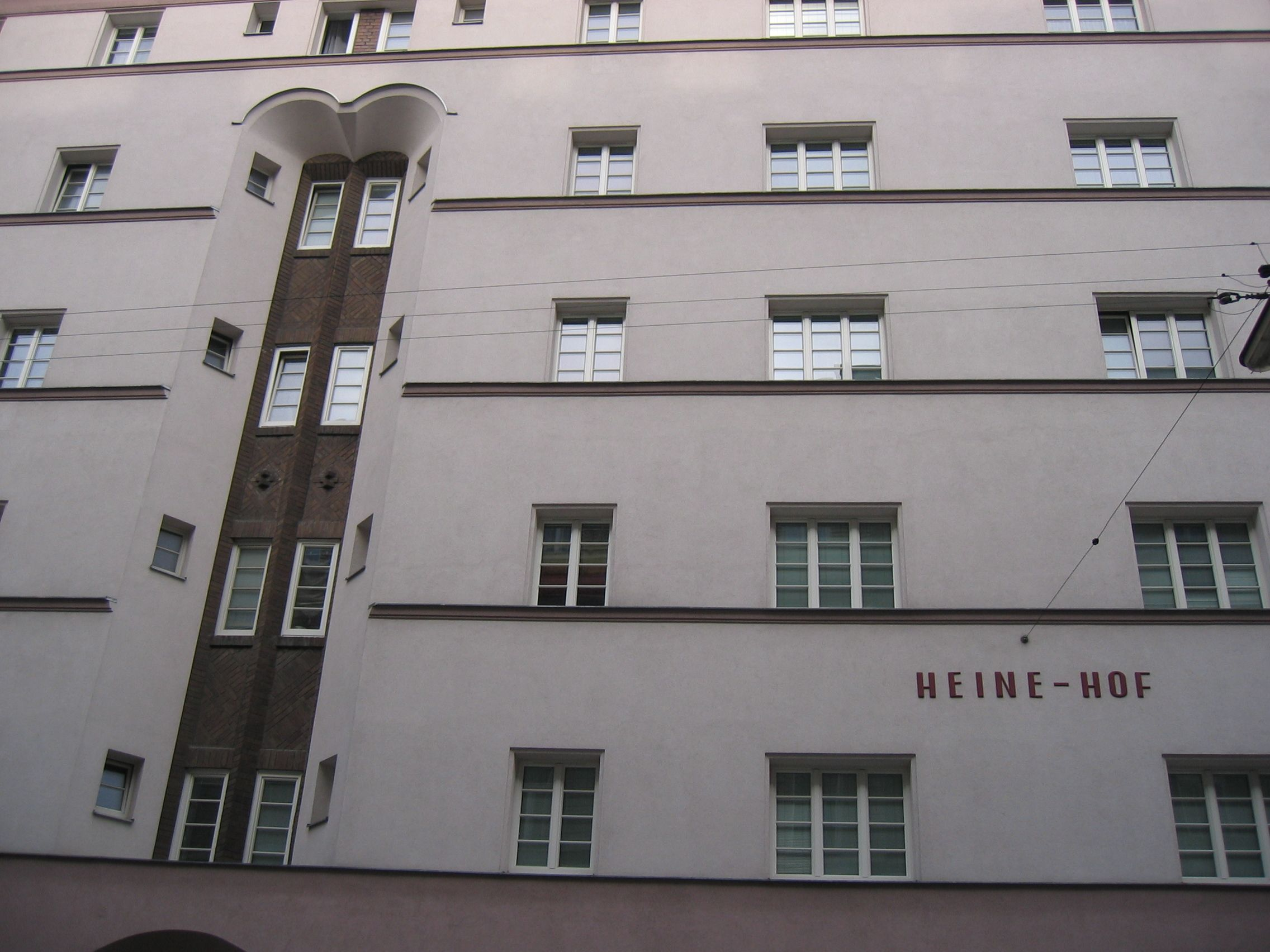
Die Fassadengestaltung des Wohnbaus

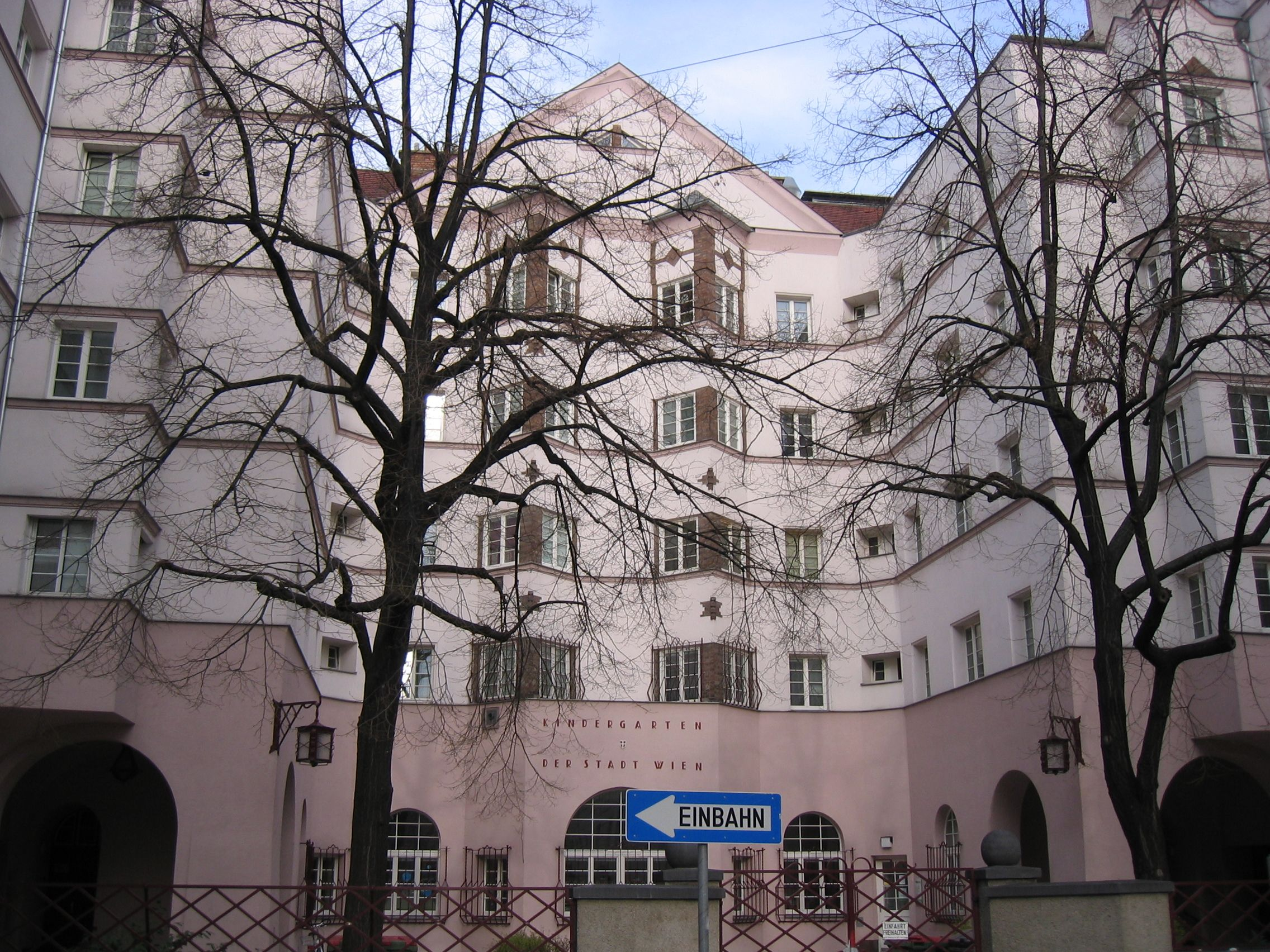
Ein Kindergarten im Heinehof

Der Heinehof ist eine denkmalgeschützte städtische Wohnhausanlage in Wien-Margareten. Sie befindet sich in der Stöbergasse 4–20.

## Baubeschreibung
Der Heinehof wurde in den Jahren 1925/26 vom Architekten Otto Prutscher als städtische Wohnhausanlage errichtet. Er wurde nach dem deutschen Dichter Heinrich Heine benannt. Die Gedenktafel für den Dichter wurde 1937 entfernt, da Heine mit der aufkeimenden Arbeiterbewegung verbunden war und somit dem austrofaschistischen Staat ein Dorn im Auge war.
Der langgezogene sechsgeschoßige Fassade ist in zurückhaltend-expressiven Formen gehalten. Ein auffälliges Element sind die langgezogenen Rundbogennischen.
Die Anlage besitzt eine lange Fassade und umfasst 168 Wohnungen. Das Grundstück ist lang und schmal, so dass es keine Höfe zuließ. Um die lange Fassade zu strukturieren, wurden vom Architekten aber zwei kleine, begrünte Straßenhöfe verwirklicht, die gegenüber der Einmündungsstelle der Högelmüller- bzw. Leitgebgasse liegen. Heute ist in beiden Höfen je ein Kindergarten untergebracht.
Die Fassade ist renoviert und durch die weiße und rosa Farbe treten die alten Elemente, wie hohe Dreiecksgiebeln, flankierende Erkergruppen und symmetrisch angeordnete Rundbogennischen sehr gut in Erscheinung. Damit wurde dem Wohnbau eine dunkle, verträumte und wildromantische Gestalt verleihen.